# Veritas vos liberabit
Veritas vos liberabit (llatí) és una variant de Veritas liberabit vos ("la veritat us farà lliures"; grec: ἡ ἀλήθεια ἐλευθερώσει ὑμᾶς:  hē alētheia eleutherōsei hymas), [[[s:la:Biblia Sacra Vulgata (Stuttgartensia)/Ioannes|verse 8:32]] vers 8:32] de l'Evangeli segons Joan, una expressió que Jesús adreça a un grup de jueus que creien en ell. Pilat té la resposta del filòsof al vers Joan 18,38: "Quid est veritas?" ("Què és la veritat?", Τί ἐστιν ἀλήθεια, Ti estin alētheia?).

## Lema
Veritas vos liberabit és el lema de nombroses institucions:
- Bayview Glen School, Toronto, Ontario, Canadà
- Greenville Senior High School, Greenville, Carolina del Sud, Estats Units
- Universitat de Grenoble-Alpes, Grenoble, França
- Universitat Estatal d'Idaho, Idaho, Estats Units
- Universitat Johns Hopkins, Baltimore, Maryland, Estats Units
- Lafayette College, Easton (Pennsilvània), Estats Units
- Lebanon Valley College, Harrisburg, Pennsilvània, Estats Units
- Ottawa University, Ottawa, Kansas, Estats Units
- Our Lady Seat of Wisdom Academy, Barry's Bay, Ontario, Canadà
- Universitat Metodista del Sud, Dallas, Texas, Estats Units
- St. Augustine's College, Raleigh (Carolina del Nord), Estats Units
- St. Thomas Aquinas Senior High School, Accra, Ghana
- St. Thomas College, Thrissur, Kerala, Índia
- Institut Tecnològic de Califòrnia, Estats Units
- Universitat de Portland, Oregon, Estats Units
- Universidad de San Martín de Porres, Lima, Perú[1] i el seu equip de futbol, Club Deportivo Universidad de San Martín de Porres.
- Universidad Adolfo Ibañez, Xile
- Xavier College East Victoria Park, Perth, Austràlia Occidental
- Universitat Yonsei, Seül, Corea del Sud
- Mar Ivanios College, Kerala, Índia
- Universitat de Charleston, Charleston, Virgínia de l'Oest

## Traduccions
La variant anglesa "And Ye Shall Know the Truth and the Truth Shall Make You Free" és gravada en pedra a en l'Original Headquarters Building (OHB) de l'Agència Central d'Intel·ligència.
Traduït a l'alemany, Die Wahrheit wird euch frei machen és el lema de la Universitat de Freiburg.
El text original grec (ἡ ἀλήθεια ἐλευθερώσει ὑμᾶς):
- Va ser utilitzat per l'Ordre dels Germans Hospitalers durant les croades
- És el lema de la Lenoir–Rhyne University de Carolina del Nord

La versió llatina, Veritas liberabit vos, és el lema de:
- Canterbury Christ Church University, Canterbury, Kent, Anglaterra
- Universidad Católica de Córdoba, Argentina

Traduït a l'espanyol, és el lema de:
- Universidad de Guanajuato
- Universidad Iberoamericana